# 크리스 비스
크리스토퍼 제임스 비스(영어: Christopher James Beath, 1984년 11월 17일 ~ )는 오스트레일리아의 축구 심판이다. 2005년부터 A리그 멘 심판을 맡고 있으며, 2011년부터 국제축구연맹 주관 대회의 심판도 맡고 있다.

## 심판 경력

### FIFA U-17 월드컵
2019년 FIFA U-17 월드컵
- 2019년 10월 28일:  스페인 -  아르헨티나 (E조)
- 2019년 11월 7일:  에콰도르 -  이탈리아 (16강전)

### AFC 아시안컵
2019년 AFC 아시안컵
- 2019년 1월 10일:  바레인 -  태국 (A조)
- 2019년 1월 17일:  레바논 -  조선민주주의인민공화국 (E조)
- 2019년 1월 28일:  이란 -  일본 (준결승전)

### AFC U-23 챔피언십
2018년 AFC U-23 챔피언십
- 2018년 1월 9일:  중화인민공화국 -  오만 (A조)
- 2018년 1월 20일:  이라크 -  베트남 (8강전)

2020년 AFC U-23 챔피언십
- 2020년 1월 9일:  일본 -  사우디아라비아 (B조)
- 2020년 1월 26일:  대한민국 -  사우디아라비아 (결승전)